# ماري مونيف
ماري دينيس مونيف أنجيرمولر Mary Denisse Munive Angermüller (من مواليد 10 أبريل 1981) هي طبيبة وسياسية كوستاريكا وهي النائب الثاني لرئيس كوستاريكا . تولت منصبها في 8 مايو 2022.  

## النشأة والتعليم
ولدت ماري دينيس مونيف أنجيرمولر في 10 أبريل 1981. وبدأت دراسة الطب في جامعة كوستاريكا ، وتخرجت منها في 2006. أكملت تدريبها في تخصص الخدمات الصحية في عام 2013، وكذلك في طب الأسرة والمجتمع في نفس العام. ثم حصلت على دبلوم في الموجات فوق الصوتية في المكسيك عام 2016، ثم في إدارة وتنظيم موارد الصحة البدنية في جامعة الوردية في الأرجنتين عام 2020.

## انظر ايضا
- نائب الرئيس في كوستاريكا [الإنجليزية]